# Arichanna jaguararia
Arichanna jaguararia là một loài bướm đêm trong họ Geometridae.